# Liste der Monuments historiques in Edern
Die Liste der Monuments historiques in Edern führt die Monuments historiques in der französischen Gemeinde Edern auf.

## Liste der Bauwerke
| Bezeichnung            | Beschreibung              | Standort            | Kennzeichnung | Schutzstatus | Datum | Bild           |
| ---------------------- | ------------------------- | ------------------- | ------------- | ------------ | ----- | -------------- |
| Calvaire               | Erbaut im 15. Jahrhundert | Saint-Maudez (Lage) | PA00089915    | Inscrit      | 1956  |                |
| Kapelle St-Jean-Botlan | Erbaut im 16. Jahrhundert | (Lage)              | PA00089916    | Inscrit      | 1976  | weitere Bilder |

## Liste der Objekte

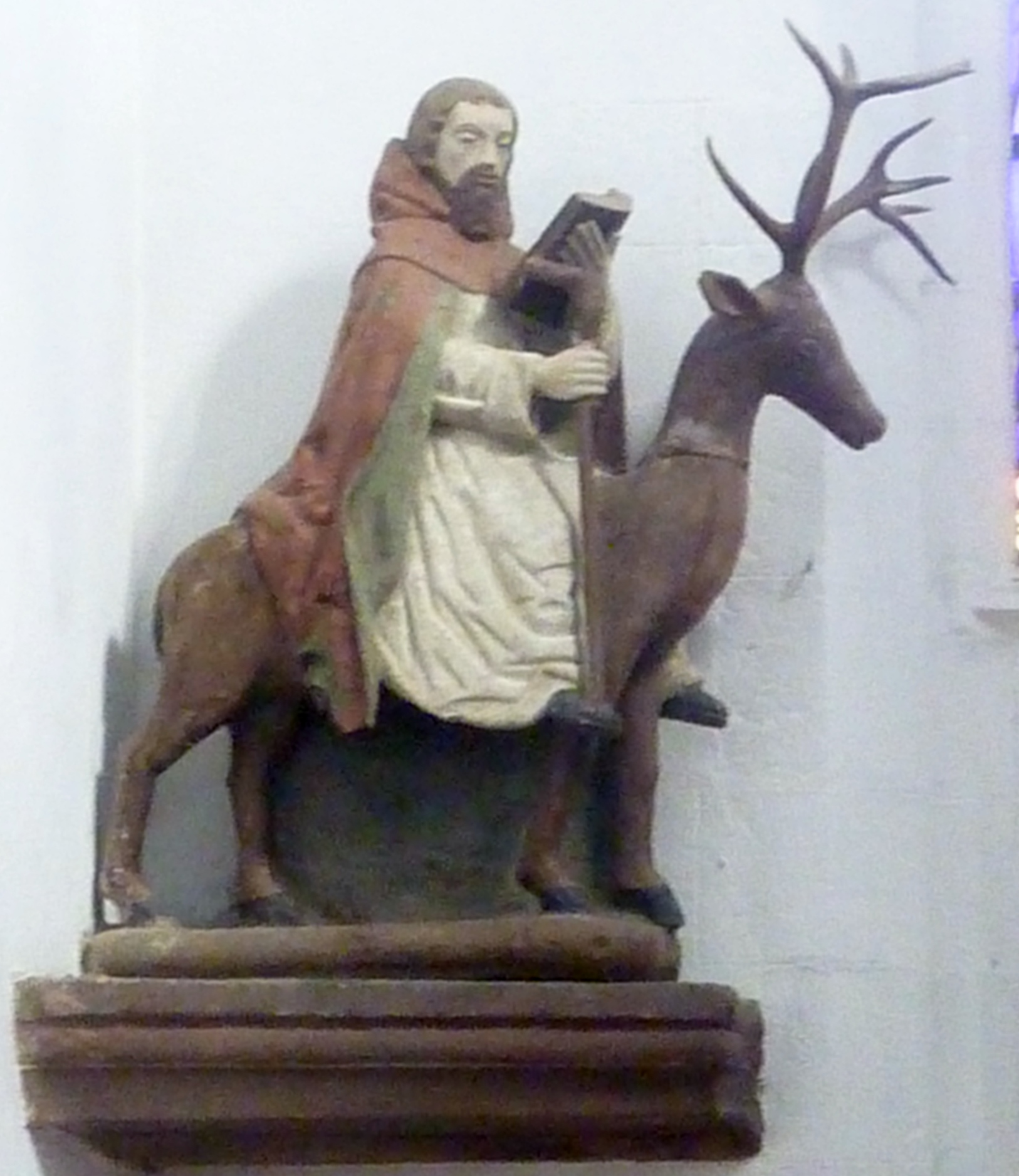
Skulptur Der heilige Edern auf einem Hirsch reitend (16. Jahrhundert) in der Kirche St-Edern

- Monuments historiques (Objekte) in Edern in der Base Palissy des französischen Kultusministeriums